# خالد سليم (مغني)
خالد محمد سليم سمارة (من مواليد 6 نوفمبر 1975)، المعروف باسم خالد سليم، هو مغني و ممثل مصري من المطربين الشباب، يقدم النوع الطربي والشبابي، ويغني بعدة لهجات كالخليجية واللبنانية بالإضافة إلى المصرية، وقد حصل على لقب «مطرب أول جامعة القاهرة» في الأعوام 97/98/99 كما لقب «مطرب أول شباب جامعات مصر لعام 99»، وقد تم تكريمه كأحسن صوت صاعد لعام 2000 في حفل «نجوم 2000» في قناة النيل للمنوعات، كما قدم حفلات على مسرح دار الأوبرا بالقاهرة والإسكندرية.

## الحياة الخاصة
ولد في 6 نوفمبر 1975 في دولة الكويت وتحديدا في مدينة ميدان حولي التابعة لمحافظة حولي ، لديه أخوين أكبر منه وأخت واحدة تصغره، عاش في الكويت حتى أنهي الثانوية العامة في مدرسة عبد الله العسعوسي الثانوية بنين، ولكن خلال فترة حياته كان يقضي إجازة الصيف مع أسرته كل عام في مصر. تزوج من سيدة تدعى خيرية وأنجبت منه.

## بداية موهبته
منذ صغره كان يستمع لجميع أنواع الموسيقى مع والديه، وكانت تجذبه جميع أنواع الأغاني القديم منها لام كلثوم ومحمد عبد الوهاب وعبد الحليم حافظ ووردة وأخرين، والأغاني الخليجية واللبنانيه والإيرانية والهندية والغربية «الأغاني الأجنبيه»، وكانت أول آلة عزف عليها الهرمونيكا حيث كان يعزف أغانيه المفضلة معتمدا علي حاسة السمع وتخمين النغمة الصحيحه، وهذا الوقت الذي لاحظ فيه أباه موهبته وأهداه اورج، وهذا فعلا ساعده علي تنمية موهبته الفنية.

## الألبومات
- عالم تاني - Aalam Tany

ألبوم يضم 10 أغنيات متنوعة ومختلفة ترضي جميع الأذواق إلي جانب الاغنيات الشبابية السريعة الإيقاع والأخرى الرومانسية الهادئة، تم طرحه 28 / 8 / 2000.ويضم الألبوم:
1. عالم تاني
2. ايه السر
3. كنا وكان
4. قدك المياس
5. يا سي قلبي
6. ياللي بعدك نار
7. لون البحر
8. ولا يستاهل
9. تعالى يا ليل
10. أيام زمان
11. فاكرين
12. عالم تاني (دويتو)

- السلم والتعبان - Snakes and Ladders

المخرج طارق العريان طلب منه أن يشارك في فيلم السلم والثعبان تم طرحه 20 / 2 / 2001 ويضم الألبوم:
1. أنا حبيت
2. بعترف
3. عيش

- ولا ليلة ولا يوم - Wala Lela Wala Youm

ألبوم يضم 11 أغنية تتميز بروح جديدة من حيث الكلمات واللحن والتوزيع، تم اختيار الأغاني والأشراف على التسجيل والتوزيع والرؤية الفنية لهذا العمل كريم كبارة ولقد تم التسجيل في استوديوهات تركيا، وتم التعامل مع كريم كبار لتصوير ثالث فيديو كليب لأغنية ولا ليه ولا يوم، تم طرحه 28 / 8 / 2003، ويضم الألبوم
1. حلم عمري
2. ليالي
3. أحبك موت
4. سكت ليه
5. كل نظرة
6. بلاش الملامة
7. الله واحد
8. عزالك
9. ولا ليلة ولا يوم
10. ظلمت
11. أنا عاشق

- قالت أحبك

أغنية مفرده واحده بثلاثة توزيعات وغناء مختلفين كلمات الأمير بندر بن فهد (تشاتشا، ديسكو، خليجي)بلإضافه إلى كاريوكي، تم طرحه 6 / 8 / 2004 ويضم الألبوم:
1. قالت أحبك
2. قالت أحبك (Disco Remix)
3. قالت أحبك (Remix)
4. قالت أحبك (Minus One - Karaoke)

- خد الجميل - Khad El Gameel

ويضم أغاني الأفلام التي قام ببطولتها في فيلم كان يوم حبك وسنة أولى نصب تم طرحه في 2004م، ويضم الألبوم:
1. خد الجميل
2. سيبينا
3. بدري الوداع
4. عشنا قد إيه
5. بلاش الملامة (Remix)
6. عشنا قد إيه (version 2)

- غايب عني - Ghayeb Aanny

وطرح في 2007، وتم التعامل فيه مع شركة عالم الفن، وتم تصوير أغنية واحدة وهي غايب عني، ويضم الألبوم:.
1. غايب عني
2. 47 يوم
3. أوصف بإيه
4. الكلام في الحب
5. فين الحبايب
6. كنت بفكر
7. بهرب
8. زي النهاردة
9. أنا قلبك (بناديك)ـ
10. لو تعرف
11. هتروح بدري ليه
12. لو تعرف (خليجي)ـ
13. كنت بفكر (Remix)

- ده انا - This is me

آخر البومات خالد سليم وطرح في 2010 ويتميز الالبوم بالتنوع الموسيقى حيث يضم اغنيتين باللهجة الخليجية واغنية بالإنجليزية واغنية بالإسبانية هذا بجانب اللهجة المصرية ويضم الألبوم 14 أغنية على النحو التالي:
1. ادعي عليك
2. كلمة عادية
3. هتنسي
4. اربع حروف
5. Desert queen
6. حبيني
7. كان فين
8. الغالي
9. موهوم
10. قابلت عينيك
11. زعلان
12. كان فين (Remix)
13. Cuatro letras
14. نسيت نفسي

- أالبوم ما أنساك أبد - Mansak Abd

وقد طرح الألبوم في عام 2012 وهو الألبوم الأول الذي تغني خالد سليم جميع أغنياته باللهجة الخليجية ويضم الألبوم 13 أغنية:
1. مرايتك
2. الدنيا وردي
3. ما أنساك أبد
4. أحلي النساء
5. أنتي زماني
6. إقربي
7. ياللي مهتم
8. فرخ الحمام
9. هذا المهم
10. مادرت بي
11. إن رحت
12. مرت الأيام
13. غني

- ألبوم أستاذ الهوي - Ostaz El Hawa

وهو آخر ألبومات خالد سليم حتي الآن الصدر في عام 2016 وقد عاد فيه للتعاون مجددا مع شركة مزيكا وعالم الفن بعد ألبومه السابق غايب عني، وصور خالد سليم من الألبوم أغنية أطمن علي طريقة الفيديو كليب، والألبوم يضم 11 أغنية:
1. أستاذ الهوي
2. حبيت حياتي
3. سيد سيدي
4. ياواخد قلبي
5. اطمن
6. مش عايزك ترجع
7. بنسي الهموم
8. الأمل الأخير
9. إنسان مرفوض
10. ليالي سهران
11. اطمن (Remix)

## الأفلام
- سنة أولى نصب أول افلامه إنتاج سنة 2003 بطولة خالد سليم احمد عز ونور اللبنانيه وداليا البحيري وحسن حسني وباقه من النجوم تأليف دكتوره سميره محسن واخراج كامله أبو ذكري
- كان يوم حبك

ثاني افلام النجم خالد سليم 2004 بطولة خالد سليم وداليا البحيري وخالد سرحان ومحمد رجب قصة مراد منير واخراج ايهاب لمعي
- عمليات خاصة إنتاج 2008 بطولة خالد سليم وامير كراره ونبيل عيسى وتامر هجرس والنجم مصطفى فهمي ونيكول سابا قصة عمر طاهر وسيناريو احمد عيسى إخراج عثمان أبو لبن
- كارت ميموري
- جوازة ميري شارك كضيف شرف بجوار الفنانه ياسمين عبد العزيز
- شكة دبوس إنتاج 2016 بطولة خالد سليم ومي سليم ومحمد شاهين ونسرين أمين وسامية الطرابلسي تاليف أيمن عبد الرحمن واخراج احمد عبد الله صالح
- جدو مشاكل من إنتاج شركة صولو للإنتاج الفني سنة 2020 بطولة خالد سليم ولطفي لبيب ومي القاضي ونخبه من النجوم تاليف محمود حسن عبد العليم واخراج وائل الرومي

## المسلسلات
- آن الأوان
- موجة حارة
- حكاية حياة
- جبل الحلال
- الحب سلطان
- سيرة حب
- بعد البداية
- مأمون وشركاه
- إختيار إجباري
- ولاد تسعة
- رسايل
- ابواب الشك
- بلا دليل
- جمال الحريم: المكتوب
- وتقابل حبيب

## خالد سليم الصحفي
عمل خالد سليم ككاتب صحفي في عام 2005 حيث كتب في جريده اضحك للدنيا.

## وصلات خارجية
- خالد سليم على موقع IMDb (الإنجليزية)
- خالد سليم على موقع الدهليز
- خالد سليم على موقع قاعدة بيانات الأفلام العربية
- خالد سليم على موقع قاعدة بيانات الفيلم (الإنجليزية)